# 1962年
1962年（1962 ねん）は、西暦（グレゴリオ暦）による、月曜日から始まる平年。昭和37年。

## 他の紀年法
- 干支：壬寅（みずのえ とら）
- 日本（月日は一致）
  - 昭和37年
  - 皇紀2622年
- 中華民国（月日は一致）
  - 中華民国51年
- 朝鮮（月日は一致）
  - 主体51年[注釈 1]。
  - 檀紀は、大韓民国で1948年に制定されたが、この年より廃止され、西暦となった[1]。
- 仏滅紀元：2504年 - 2505年
- イスラム暦：1381年7月24日 - 1382年8月4日
- ユダヤ暦：5722年4月25日 - 5723年4月4日
- 修正ユリウス日(MJD)：37665 - 38029
- リリウス日(LD)：138506 - 138870

## カレンダー
| 1月 |    |    |    |    |    |    |
| 日  | 月 | 火 | 水 | 木 | 金 | 土 |
|     | 1  | 2  | 3  | 4  | 5  | 6  |
| 7   | 8  | 9  | 10 | 11 | 12 | 13 |
| 14  | 15 | 16 | 17 | 18 | 19 | 20 |
| 21  | 22 | 23 | 24 | 25 | 26 | 27 |
| 28  | 29 | 30 | 31 |    |    |    |
|     |    |    |    |    |    |    |

| 2月 |    |    |    |    |    |    |
| 日  | 月 | 火 | 水 | 木 | 金 | 土 |
|     |    |    |    | 1  | 2  | 3  |
| 4   | 5  | 6  | 7  | 8  | 9  | 10 |
| 11  | 12 | 13 | 14 | 15 | 16 | 17 |
| 18  | 19 | 20 | 21 | 22 | 23 | 24 |
| 25  | 26 | 27 | 28 |    |    |    |
|     |    |    |    |    |    |    |

| 3月 |    |    |    |    |    |    |
| 日  | 月 | 火 | 水 | 木 | 金 | 土 |
|     |    |    |    | 1  | 2  | 3  |
| 4   | 5  | 6  | 7  | 8  | 9  | 10 |
| 11  | 12 | 13 | 14 | 15 | 16 | 17 |
| 18  | 19 | 20 | 21 | 22 | 23 | 24 |
| 25  | 26 | 27 | 28 | 29 | 30 | 31 |
|     |    |    |    |    |    |    |

| 4月 |    |    |    |    |    |    |
| 日  | 月 | 火 | 水 | 木 | 金 | 土 |
| 1   | 2  | 3  | 4  | 5  | 6  | 7  |
| 8   | 9  | 10 | 11 | 12 | 13 | 14 |
| 15  | 16 | 17 | 18 | 19 | 20 | 21 |
| 22  | 23 | 24 | 25 | 26 | 27 | 28 |
| 29  | 30 |    |    |    |    |    |
|     |    |    |    |    |    |    |

| 5月 |    |    |    |    |    |    |
| 日  | 月 | 火 | 水 | 木 | 金 | 土 |
|     |    | 1  | 2  | 3  | 4  | 5  |
| 6   | 7  | 8  | 9  | 10 | 11 | 12 |
| 13  | 14 | 15 | 16 | 17 | 18 | 19 |
| 20  | 21 | 22 | 23 | 24 | 25 | 26 |
| 27  | 28 | 29 | 30 | 31 |    |    |
|     |    |    |    |    |    |    |

| 6月 |    |    |    |    |    |    |
| 日  | 月 | 火 | 水 | 木 | 金 | 土 |
|     |    |    |    |    | 1  | 2  |
| 3   | 4  | 5  | 6  | 7  | 8  | 9  |
| 10  | 11 | 12 | 13 | 14 | 15 | 16 |
| 17  | 18 | 19 | 20 | 21 | 22 | 23 |
| 24  | 25 | 26 | 27 | 28 | 29 | 30 |
|     |    |    |    |    |    |    |

| 7月 |    |    |    |    |    |    |
| 日  | 月 | 火 | 水 | 木 | 金 | 土 |
| 1   | 2  | 3  | 4  | 5  | 6  | 7  |
| 8   | 9  | 10 | 11 | 12 | 13 | 14 |
| 15  | 16 | 17 | 18 | 19 | 20 | 21 |
| 22  | 23 | 24 | 25 | 26 | 27 | 28 |
| 29  | 30 | 31 |    |    |    |    |
|     |    |    |    |    |    |    |

| 8月 |    |    |    |    |    |    |
| 日  | 月 | 火 | 水 | 木 | 金 | 土 |
|     |    |    | 1  | 2  | 3  | 4  |
| 5   | 6  | 7  | 8  | 9  | 10 | 11 |
| 12  | 13 | 14 | 15 | 16 | 17 | 18 |
| 19  | 20 | 21 | 22 | 23 | 24 | 25 |
| 26  | 27 | 28 | 29 | 30 | 31 |    |
|     |    |    |    |    |    |    |

| 9月 |    |    |    |    |    |    |
| 日  | 月 | 火 | 水 | 木 | 金 | 土 |
|     |    |    |    |    |    | 1  |
| 2   | 3  | 4  | 5  | 6  | 7  | 8  |
| 9   | 10 | 11 | 12 | 13 | 14 | 15 |
| 16  | 17 | 18 | 19 | 20 | 21 | 22 |
| 23  | 24 | 25 | 26 | 27 | 28 | 29 |
| 30  |    |    |    |    |    |    |
|     |    |    |    |    |    |    |

| 10月 |    |    |    |    |    |    |
| 日   | 月 | 火 | 水 | 木 | 金 | 土 |
|      | 1  | 2  | 3  | 4  | 5  | 6  |
| 7    | 8  | 9  | 10 | 11 | 12 | 13 |
| 14   | 15 | 16 | 17 | 18 | 19 | 20 |
| 21   | 22 | 23 | 24 | 25 | 26 | 27 |
| 28   | 29 | 30 | 31 |    |    |    |
|      |    |    |    |    |    |    |

| 11月 |    |    |    |    |    |    |
| 日   | 月 | 火 | 水 | 木 | 金 | 土 |
|      |    |    |    | 1  | 2  | 3  |
| 4    | 5  | 6  | 7  | 8  | 9  | 10 |
| 11   | 12 | 13 | 14 | 15 | 16 | 17 |
| 18   | 19 | 20 | 21 | 22 | 23 | 24 |
| 25   | 26 | 27 | 28 | 29 | 30 |    |
|      |    |    |    |    |    |    |

| 12月 |    |    |    |    |    |    |
| 日   | 月 | 火 | 水 | 木 | 金 | 土 |
|      |    |    |    |    |    | 1  |
| 2    | 3  | 4  | 5  | 6  | 7  | 8  |
| 9    | 10 | 11 | 12 | 13 | 14 | 15 |
| 16   | 17 | 18 | 19 | 20 | 21 | 22 |
| 23   | 24 | 25 | 26 | 27 | 28 | 29 |
| 30   | 31 |    |    |    |    |    |
|      |    |    |    |    |    |    |

## できごと

### 1月
- 1月1日
  - 西サモア、ニュージーランドより独立。
  - アメリカ合衆国海軍、ベトナム戦争におけるベトコン対策の一環として、特殊部隊Navy SEALsを結成。
- 1月9日 - キューバとソビエト連邦の間で貿易協定発効。
- 1月10日 - ペルー・ワスカラン山で大規模雪崩発生、4000人以上が死亡。
- 1月11日 - 中国共産党「七千人大会」が開会、毛沢東党主席が大躍進政策の失敗を認め自己批判する。
- 1月12日 - インドネシア軍、イリアンジャヤで軍事作戦開始。
- 1月22日 - 米州機構、キューバの加盟国資格停止。
- 1月24日 - 東ドイツ政府、徴兵制度を復活。

### 2月
- 2月1日
  - 東京都の常住人口が1000万人を突破（世界初の1000万都市に）[要出典][2]。
  - 利根コカ・コーラボトリング（当時の社名：利根飲料）設立。
  - 花王石鹸、日本初の家庭用柔軟仕上げ剤「花王ソフター」を発売（1966年に「ハミング」に改称）。
- 2月3日 - 米ケネディ大統領、キューバへの全面禁輸を指令。
- 2月5日 - シャルル・ド・ゴールフランス大統領、アルジェリアの独立承認の意向を表明。
- 2月7日 - 西ドイツ・ルイゼンタール炭鉱でメタンガスによる爆発事故発生、299人死亡。
- 2月8日 - 米軍事援助軍司令部発足。
- 2月10日 - ベルリンで、U-2撃墜事件でソ連に拘留されていたアメリカの軍人フランシス・ゲーリー・パワーズと、アメリカで収監されていたソ連のスパイルドルフ・アベルが交換によりそれぞれ釈放される。
- 2月20日 - アメリカ合衆国がマーキュリー計画の一環で打ち上げた宇宙船フレンドシップ7に乗船したジョン・グレンが、同国初の宇宙船による地球周回を記録。
- 2月23日
  - 西ヨーロッパ12か国共同で欧州宇宙機関創設。
  - 東洋工業、「キャロル360」を発売。
- 日付不詳 - 西インド諸島連邦解体。
- 日付不詳 - ソ連・チェコ間パイプライン完成。

### 3月
- 3月1日
  - 日本のテレビ受信契約者が1000万突破（普及率48.5%）[3]。
  - アメリカン航空1便墜落事故。
  - 大正製薬、ドリンク剤「リポビタンD」を発売。
- 3月2日 - ビルマで軍事クーデター発生、ネ・ウィンが実権掌握。
- 3月7日 - 吾妻渓谷に消防車が転落。消防団員6人が死亡。運転していた消防団員は飲酒の上無免許だった[3]。
- 3月8日-12日 - スイス・ジュネーヴで、フランス政府とアルジェリア国民解放戦線との交渉。
- 3月15日 - イエローハット設立。
- 3月18日 - エヴィアン協定締結。翌日をもってアルジェリア戦争停戦。
- 3月19日 - ボブ・ディランレコードデビュー。
- 3月26日 - 鈴木自動車工業、軽乗用車「フロンテ」を発売。当初の車名は「スズライト・フロンテ」。
- 3月29日 - 第34回選抜高等学校野球大会が阪神甲子園球場で開幕。

### 4月
- 4月1日 - 名古屋放送（現・名古屋テレビ放送〈メ〜テレ〉）開局。
- 4月7日 - 第34回選抜高等学校野球大会の決勝戦が阪神甲子園球場で行われ、作新学院高校が日大三を1対0で破り、初優勝を達成。
- 4月10日 - アメリカ合衆国・カリフォルニア州ロサンゼルスで、ドジャー・スタジアム杮落し。

- 4月16日 - 東京・水道橋に後楽園ホールがオープン。
- 4月18日 - イギリス政府、イギリス連邦移民法から、加盟各国市民のイギリスへの移民の自由を記した条項を削除。
- 4月21日 - シアトル万国博覧会開幕。10月21日まで。

### 5月
- 5月1日 - 第45代横綱・若乃花（初代）が引退を表明（年寄「二子山」を襲名）[4]。
- 5月3日 - 常磐線三河島駅構内で列車事故、160人死亡（三河島事故）[5]。
- 5月5日 - 東ドイツ市民12人が、ベルリンの壁の下を刳り抜いたトンネルを通り、西ベルリンへの脱出に成功。
- 5月6日
  - 朝日放送（当時はTBS系列。現在はテレビ朝日系列かつ朝日放送テレビ）制作のコメディー番組『てなもんや三度笠』放送開始。
  - アントニオ・セーニ伊首相が同国大統領に選出される。
- 5月14日 - スペイン国王フアン・カルロス1世がギリシャの王女ソフィアとアテネで挙式。
- 5月17日 - 大日本製薬がサリドマイド製品の販売中止[6]。

### 6月
- 6月1日
  - イスラエル・ラムラ刑務所で、元ナチス親衛隊中佐アドルフ・アイヒマンが絞首刑に処される。
  - 北陸コカ・コーラボトリング（当時の社名：北陸飲料）設立。
  - 明星食品、「スープ付き明星ラーメン」を発売。
- 6月3日 - パリ・オルリー空港で、エールフランスボーイング707が離陸に失敗、乗客乗員132名中130名が死亡する事故。1966年に全日空羽田沖墜落事故（乗客乗員133名死亡）が発生するまで、単独機としては世界最悪の事故であった。
- 6月5日
  - 北島三郎が「ブンガチャ節」で歌手デビュー。
  - 新三菱重工業、「コルト600」を発売。
- 6月10日 - 北陸本線北陸トンネルが開通（1万3870メートル）[7]。
- 6月11日 - アメリカ合衆国・カリフォルニア州サンフランシスコにあるアルカトラズ島の刑務所から3人の受刑者が脱走。同刑務所から受刑者が脱走した唯一の事件。但し脱走者3名の行方及び生死は不明。
- 6月19日 - 仙台コカ・コーラボトリング（当時の社名：仙台飲料）設立。
- 6月21日 - 司馬遼太郎の歴史小説『竜馬がゆく』が産経新聞夕刊で連載開始。
- 6月22日 - 西インド諸島・グアドループで、エールフランスボーイング707が着陸に失敗、乗客乗員113名全員死亡。
- 6月25日 - アメリカ合衆国最高裁判所、それまで公立学校で必ず行われていた始業前の「祈り」が憲法違反であるとの判決を下す。
- 日付不詳 - ジャニーズ事務所創業。

### 7月
- 7月1日
  - 第6回参議院議員通常選挙投票日[8]。
  - ルワンダ、ブルンジがそれぞれ独立。
  - 巨人・王貞治選手の一本足打法がスタート。
- 7月2日 - コメリ設立。
- 7月3日 - プラハで開催されていた第15回世界体操競技選手権で日本の男子団体が初優勝を飾る[9]。
- 7月5日 - フランスからアルジェリアが独立。
- 7月7日
  - セコム設立（当時の社名は日本警備保障）。
  - 明治アーモンドチョコ発売。
- 7月10日 - 当時世界最大のタンカー「日章丸」が佐世保重工業佐世保造船所で進水[10]。
- 7月11日
  - アメリカとイギリス・フランス間で初の大陸間衛星中継が成功する。
  - 戦後初の国産旅客機YS-11が完成[9]。
  - 創価学会を母体とした参議院の院内交渉団体公明会（公明党の前身）が結成される[9]。
- 日付不詳 - 全面軍縮に関するモスクワ世界大会。
- この月、『美しい十代』（学習研究社）で、みつはしちかこの漫画『小さな恋のものがたり』が連載開始、連載期間は52年4か月に及んだ。この数字は、2023年現在、日本漫画史上、6番目の長さである[11]。

### 8月
- 8月1日 - 花王石鹸、「花王ブリーチ」を発売（1966年に「ハイター」に改称）。
- 8月2日 - 7月31日に台湾から門司港に入港した貨物船御影丸の船員のうち17人がコレラに感染していることが判明し、この日強制隔離。保菌者が上陸した福岡県門司市（現在の北九州市門司区）、また関門海峡対岸の山口県下関市では海水の使用や水泳を禁止、市民に予防接種をするなど、コレラ予防に緊急非常体制を敷き、空港などでは台湾からの入国帰国者に対する検疫を強化、更に門司港に限らず全ての台湾産バナナに対し輸入禁止措置、ならびに発生後入荷した貨物船4隻分輸入価格1億2千万円相当のバナナの廃棄処分を実施[12]。
- 8月4日
  - 第41臨時国会召集（9月2日閉会）。
  - 日本初のテレビ情報誌「週刊TVガイド」（東京ニュース通信社）が創刊。
- 8月5日
  - 米女優マリリン・モンローが怪死。（※この件についてはモンローの項目も参照。）
  - 南アフリカ連邦政府、ネルソン・マンデラを逮捕。
- 8月6日 - ジャマイカがイギリスから独立。
- 8月10日 - 第44回全国高等学校野球選手権大会が開幕。
- 8月12日 - 堀江謙一が世界初[要検証 – ノート]の小型ヨット単独無寄港太平洋横断航海に成功。「マーメイド号」（全長5.83m）で、5月12日、兵庫県西宮を出航、サンフランシスコに到着[13]。
- 8月15日 - 南九州コカ・コーラボトリング（当時の社名：南九州飲料）設立。
- 8月19日 - 第44回全国高校野球選手権大会は栃木・作新学院高校が初優勝[14]。同一年度の甲子園春夏連覇は史上初。
- 8月22日 - シャルル・ド・ゴール仏大統領暗殺未遂事件。
- 8月24日 - 三宅島で火山噴火[15]。26日に噴火によるM5.9クラスの地震発生。
- 8月31日 - トリニダード・トバゴがイギリスから独立。
- この月から年末にかけて東北地方、近畿地方を中心に記録的な少雨。農作物等に被害。神戸市では9月から夜間断水が実施された[16]。

### 9月
- 9月1日 - 広島テレビ放送開局。
- 9月5日 - 国鉄の金田正一投手が対巨人戦で通算3509奪三振の世界新記録[17]。
- 9月7日 - ボンでアデナウアー西ドイツ首相とド・ゴールフランス大統領が共同声明。
- 9月13日 - 山梨県の山中湖畔の別荘にて、一酸化炭素中毒で10人が死亡する事故が発生（秋田山荘事件）[18]。
- 9月17日 - プリンス自動車工業、「グロリア」をモデルチェンジ。
- 9月20日
  - 東京芝浦電気・電通・民間放送18社出資による視聴率調査会社ビデオリサーチが設立。
  - 新丹那トンネル貫通[19]。
- 9月26日
  - 福岡県戸畑市（現北九州市戸畑区）と若松市（同若松区）を結ぶ若戸大橋が開通。完成当時「東洋一の吊り橋」と呼ばれる[20]。
  - イエメンで内戦勃発。
  - 大洋の秋山登投手が対阪神戦で2リーグ分裂後唯一の2日連続完封。
- 9月30日 - トヨタ自動車、「クラウン」をモデルチェンジ。

### 10月
- 10月1日
  - 仙台放送開局。
  - 新三菱重工業、「ミニカ」を発売。
- 10月3日 - 阪神が広島戦に勝ち、15年ぶりの優勝[21]。セ・リーグになってからは初めて。
- 10月5日
  - ビートルズレコードデビュー。
  - 第一次全国総合開発計画の策定[20]。
- 10月7日 - NHK杯テレビ囲碁トーナメントが番組開始。
- 10月8日 - アルジェリア、国際連合加盟。
- 10月9日 - ウガンダ独立。イギリス連邦加盟は継続。
- 10月10日
  - 中印国境紛争勃発。
  - ファイティング原田（ 日本）が、ポーン・キングピッチ（ タイ）を11ラウンドKOで下し、プロボクシング世界フライ級王座を獲得[22]。
- 10月14日 - アメリカ合衆国U-2偵察機が、キューバにソビエト連邦製核兵器が設置されたことを確認。ジョン・F・ケネディ大統領が10月22日にテレビ演説で全国民に公表。
- 10月19日 - 新日本婦人の会結成[23]。
- 10月21日 - 初の師弟監督対決（阪神・藤本定義 - 東映・水原茂）となったプロ野球日本シリーズは東映が阪神を4勝2敗1分で下し初の日本一[23]。
- 10月22日 - 米ケネディ大統領、キューバ海上封鎖を表明（キューバ危機）。

### 11月
- 11月1日 - ソビエト連邦、キューバ国内に設置したミサイルの撤収を開始。
- 11月3日 - 小田急百貨店新宿店開店（現在の小田急ハルクの建物）。名古屋市科学館開館（設立時の名称は、市立名古屋科学館）
- 11月5日 - サウジアラビア、エジプトと断交。
- 11月6日
  - 国際連合総会で、南アフリカ連邦のアパルトヘイト政策を非難する決議採択。加盟各国に対し、南アフリカが政策を放棄しない限り、同国との経済的および軍事的交流を行わないよう要請。
- 11月9日
  - 「日中長期総合貿易に関する覚書」（廖承志と高碕達之助の頭文字からLT協定と呼ばれる）締結[24]。翌年からLT貿易が開始。
  - 愛知県西加茂郡猿投町（現・豊田市）で全日本空輸のヴィッカース バイカウント機が墜落し搭乗者全員が死亡（全日空バイカウント機墜落事故）。
- 11月17日
  - アメリカ合衆国・ワシントンD.C.にダレス国際空港開港。
- 11月18日 - 神奈川県川崎市の京浜運河で出光興産の小型タンカー「第一宗像丸」とノルウェーの大型タンカー「ブロビーグ号」が衝突。第一宗像丸は炎上し、同船船員の36名全員を含む40名が死亡[25]。
- 11月20日 - 海上封鎖撤回によりキューバ危機終了。
- 11月29日
  - イギリス、フランス両政府、超音速機コンコルドの共同開発に合意。
  - 東京都世田谷区内の電話ボックスで火薬が爆発（草加次郎事件）[26]。
- 11月30日 - 国際連合、ビルマのウ・タントを国際連合事務総長に選出。

### 12月
- 日付不詳 - ナッソー協定締結。
- 12月3日 - 「キユーピー3分クッキング」（CBC制作）放送開始（翌年日本テレビ製作版が放送開始される。ともに現在も放送中）。
- 12月8日 - 第42臨時国会召集（12月23日閉会）。
- 12月15日 - STVラジオ開局（札幌テレビ放送のラジオ部門として）。
- 12月20日 - 首都高速道路最初の供用区間となる京橋 - 芝浦間（現在の都心環状線・1号羽田線の一部）が開通。
- 12月24日
  - ラジオ岐阜が民間放送では全国45番目のラジオ放送開始。
  - 第43国会召集（1963年7月6日閉会）。

### 月日不明
- 日本でリニアモーターカーの研究が始まる。

## スポーツ
- 大相撲（幕内最高優勝）
  - 初場所 大鵬幸喜
  - 春場所 佐田の山晋松
  - 夏場所 栃ノ海晃嘉
  - 名古屋場所 大鵬幸喜
  - 秋場所 大鵬幸喜
  - 九州場所 大鵬幸喜
- プロ野球
  - セ・リーグ優勝 阪神タイガース
  - パ・リーグ優勝 東映フライヤーズ
  - 日本シリーズ優勝 東映フライヤーズ

## 芸術・文化・ファッション

### 音楽
- ヒット曲
  - サム・クック 「ブリング・イット・オン・ホーム・トゥ・ミー」「ツイストで踊りあかそう」
  - ジャンニ・モランディ「サンライト・ツイスト」（ゴーカート・ツイスト）
  - ジョヴァンニ・フスコ「太陽はひとりぼっち」
  - ブッカー・T&ザ・MG's 「グリーン・オニオン」
  - ケニー・ボール&ヒズ・ジャズ・メン 「モスコーの夜は更けて」
  - アーサー・アレキサンダー 「アンナ」
  - ザ・ピーナッツ「ふりむかないで」
  - 橋幸夫&吉永小百合「いつでも夢を」
  - 植木等「ハイそれまでョ」
  - 青山ミチ「恋のゴーカート」
  - ジェリー藤尾「遠くへ行きたい」
  - 中尾ミエ「可愛いベイビー」
  - 飯田久彦「ルイジアナ・ママ」
  - 弘田三枝子「ヴァケイション」
  - 守屋浩「大学かぞえうた」

### 映画
- アラバマ物語
- アラビアのロレンス（監督：デヴィッド・リーン）
- 女と男のいる舗道（監督：ジャン＝リュック・ゴダール）
- 影なき狙撃者
- 007 ドクター・ノオ（日本初公開時「007は殺しの番号」）
- 太陽はひとりぼっち（監督：ミケランジェロ・アントニオーニ）
- 突然炎のごとく（監督：フランソワ・トリュフォー）
- キューポラのある街（監督：浦山桐郎）
- 秋刀魚の味（監督：小津安二郎）
- 切腹（監督：小林正樹）
- 椿三十郎（監督：黒澤明）
- キングコング対ゴジラ
- 若い人（監督・西河 克己）
- 妖星ゴラス
- 鯨神

### 文学
- 芥川賞
  - 第47回（1962年上半期） - 川村晃『美談の出発』
  - 第48回（1962年下半期） - 該当作品なし
- 直木賞
  - 第47回（1962年上半期） - 杉森久英『天才と狂人の間』
  - 第48回（1962年下半期） - 山口瞳『江分利満氏の優雅な生活』、杉本苑子『孤愁の岸』

### テレビ
- 10月1日 - 「ABCフラッシュニュース」（朝日放送）がスタート（1999年4月2日終了）。
- 10月1日 - キャスターニュースショーの「JNNニュースコープ」（TBS系）がスタート（1990年3月30日終了）。
- 11月13日 - 1964年東京オリンピック協力のクイズ番組「日清オリンピックショウ 地上最大のクイズ」放送開始（1965年5月25日終了）。
- 12月3日 - 料理番組「キユーピー3分クッキング」（CBC）が放送開始。現在も放送中。
- 不詳 - 「東芝土曜劇場『われら青春』」（フジテレビ系）が放送。
- 開局 - 名古屋放送（現・名古屋テレビ放送(メ〜テレ)）、広島テレビ放送、仙台放送

### ラジオ
- 開局 - ラジオ岐阜（現：岐阜放送）、STVラジオ（当時は札幌テレビ放送のラジオ部門）

### 広告宣伝
- コマーシャル

| キャッチフレーズなど                              | 商品名など       | メーカー           | 出演者         | 音楽               |
| ------------------------------------------------- | ---------------- | ------------------ | -------------- | ------------------ |
| ♪長生きしたけりゃちょっとおいで、チョチョンのパッ | -                | 船橋ヘルスセンター | 横山隆一（画） | 三木鶏郎・楠トシエ |
| 俺がこんなに強いのも、あたり前田のクラッカー      | ランチクラッカー | 前田製菓           | 藤田まこと     | -                  |
| スカッとさわやか                                  | コカ・コーラ     | 日本コカ・コーラ   | -              | -                  |
| ♪パンシロンでパン・パン・パン                     | パンシロン       | ロート製薬         | -              | 天地総子           |

## 誕生

### 1月
- 1月1日 - 森浩二、元プロ野球選手
- 1月1日 - 徳永エリ、政治家
- 1月2日 - 正田耕三、元プロ野球選手
- 1月2日 - 速水けんたろう、歌手（8代目うたのおにいさん）
- 1月2日 - ダーク・ビッケンバーグ、ファッションデザイナー
- 1月5日 - 賀萬里、美術家
- 1月6日 - なかじままり、俳優、ものまねタレント
- 1月7日 - デビル雅美、女子プロレスラー
- 1月12日 - 堀井哲也、元野球選手
- 1月12日 - エマニュエル・ピロ、元F1ドライバー
- 1月13日 - 八木啓代、歌手、作家、エッセイスト、ジャーナリスト、音楽コーディネーター
- 1月13日 - ケビン・ミッチェル、元メジャーリーガー
- 1月13日 - SAM、ダンサー（TRF）
- 1月14日 - 安田信二、作曲家
- 1月15日 - 石原良純、俳優
- 1月15日 - 町田康、小説家、詩人、パンク・ロック歌手
- 1月15日 - パスカル・ネミロフスキ、ピアニスト
- 1月17日 - ジム・キャリー、俳優
- 1月17日 - 福島敦子、アナウンサー
- 1月17日 - 安住淳、政治家
- 1月19日 - 西司、シンガーソングライター
- 1月19日 - 福山哲郎、政治家
- 1月20日 - IKKO、メイクアップアーティスト
- 1月20日 - 玉川砂記子、声優
- 1月22日 - 謝長亨、元野球選手
- 1月23日 - ベニー・ディステファーノ、元プロ野球選手
- 1月26日 - リック・シュー、元プロ野球選手
- 1月26日 - オスカル・ルジェリ、元サッカー選手
- 1月26日 - 八重沢真美、ミュージカル俳優、元バレエダンサー
- 1月27日 - 金賢姫、北朝鮮の元工作員
- 1月29日 - 岡村孝子、シンガーソングライター
- 1月29日 - 貞本義行、漫画家、キャラクターデザイナー、アニメーター
- 1月29日 - 清水草一（MJブロンディ）、モータージャーナリスト
- 1月30日 - アブドゥッラー2世、ヨルダン国王
- 1月31日 - 黒崎輝、元俳優、歌手
- 1月31日 - 堀井哲也、野球選手

### 2月
- 2月1日 - 布袋寅泰、ミュージシャン（元BOØWY・COMPLEX）
- 2月1日 - 村上隆、現代美術家
- 2月2日 - 江幡和志、プロ野球選手
- 2月3日 - 松井桂三、俳優
- 2月4日 - 宙也、ミュージシャン（De-LAX・LOOPUS、元ALLERGY）
- 2月5日 - 川原新治、元プロ野球選手
- 2月5日 - 森田芳彦、プロ野球選手
- 2月6日 - アクセル・ローズ、ミュージシャン（ガンズ・アンド・ローゼズ）
- 2月6日 - 石塚英彦、お笑いタレント（ホンジャマカ）
- 2月6日 - 林譲治、SF作家
- 2月6日 - 佐藤和史、元プロ野球選手
- 2月9日 - 藤本匠、騎手
- 2月11日 - シェリル・クロウ、歌手
- 2月14日 - 大川豊、お笑いタレント、大川興業代表取締役総裁
- 2月15日 - 畑恵、元NHKアナウンサー・国会議員
- 2月16日 - ドウェイン・ヘンリー、元プロ野球選手
- 2月17日 - 嶋田宗彦、元プロ野球選手
- 2月18日 - 竹田道弘、アクション監督、元スタントマン
- 2月18日 - マリアン、タレント
- 2月18日 - 佐野浩敏、アニメーター、イラストレーター
- 2月18日 - ジュリー・ストレイン、女優、モデル （+ 2021年）
- 2月19日 - フランキー・ジー、ラッパー (+ 2005年)
- 2月20日 - 真島昌利、ミュージシャン（元THE BLUE HEARTS、THE HIGH-LOWS、現ザ・クロマニヨンズ）
- 2月20日 - 中島めぐみ、元タレント、元歌手
- 2月21日 - 川端健嗣、フジテレビアナウンサー
- 2月22日 - スティーブ・アーウィン、タレント、動物園経営者（+ 2006年）
- 2月25日 - 寺脇康文、俳優
- 2月26日 - ケリー・グルーバー、メジャーリーガー
- 2月28日 - 高坂希太郎、アニメーション監督

### 3月
- 3月2日 - ジョン・ボン・ジョヴィ、ロックミュージシャン（ボン・ジョヴィ）
- 3月2日 - ガブリエル・タルキーニ、元F1ドライバー
- 3月3日 - 瀬尾佳美
- 3月3日 - 刀根麻理子、歌手・女優
- 3月6日 - 柳沢慎吾、タレント
- 3月9日 - 木梨憲武、タレント（とんねるず）
- 3月10日 - 松田聖子、歌手
- 3月10日 - 道蔦岳史、クイズ王・放送作家
- 3月10日 - 多田野曜平、声優
- 3月11日 - 坂手洋二、俳優
- 3月11日 - 斉藤ルミ子、タレント
- 3月12日 - ダリル・ストロベリー、メジャーリーガー
- 3月12日 - アンドレアス・ケプケ、元サッカー選手
- 3月13日 - 沢田聖子、歌手
- 3月15日 - 朝比奈マリア、タレント
- 3月15日 - コウタ（石島浩太）、ギタリスト・スポーツ・ビジネス・コメンテーター・元NPB, MLBの通訳・エージェント
- 3月17日 - 小松江里子、脚本家
- 3月17日 - アハメド・カリール、外交官
- 3月18日 - 豊川悦司、俳優
- 3月20日 - 郭泰源、元プロ野球選手
- 3月21日 - マシュー・ブロデリック、俳優
- 3月21日 - 丸山浩、キャラクターデザイナー
- 3月22日 - 片岡光宏、元プロ野球選手
- 3月23日 - 松村和子、歌手
- 3月23日 - 夏まゆみ、振付師(+2023年)
- 3月24日 - ジ・アンダーテイカー、プロレスラー
- 3月26日 - ジョン・ストックトン、元バスケットボール選手
- 3月30日 - 小川洋子、小説家

### 4月
- 4月2日 - 小川博、元プロ野球選手
- 4月2日 - 愛川裕子、女優
- 4月3日 - 千住真理子、ヴァイオリン奏者
- 4月3日 - 刀根剛、元プロ野球選手
- 4月4日 - 市川かおり、元タレント
- 4月5日 - 島津禎久、日本の写真家、昭和天皇の孫、明仁上皇の甥。
- 4月5日 - キース・オドール、イギリスのレーシングドライバー、(+1995年)
- 4月6日 - 秋山幸二[27]、元プロ野球選手
- 4月6日 - 谷川浩司、将棋棋士、十七世名人
- 4月9日 - 天宮良、俳優
- 4月10日 - 広澤克実、元プロ野球選手
- 4月10日 - 石黒久也、俳優、声優
- 4月12日 - 髙田延彦、元プロレスラー
- 4月12日 - 中条善伸、元プロ野球選手
- 4月13日 - 大藤敏行、高校野球指導者
- 4月14日 - サクラマコト（前田真人）、ミュージシャン
- 4月16日 - 藤本貴久、プロ野球選手
- 4月17日 - 船越雅史、元日本テレビアナウンサー
- 4月17日 - 吉村元富、元プロ野球選手
- 4月20日 - 金城博和、元プロ野球選手
- 4月20日 - シーグルズル・インギ・ヨハンソン、アイスランド首相
- 4月24日 - 山咲千里、女優
- 4月26日 - 岡田泰典、TBSアナウンサー
- 4月26日 - 中西清起、元プロ野球選手
- 4月26日 - 辻谷耕史、声優（+ 2018年）
- 4月26日 - 粂川親方、元小結琴稲妻
- 4月28日 - 河野博文、元プロ野球選手
- 4月30日 - 前原誠司、政治家、衆議院議員

### 5月
- 5月4日 - 川村一明、元プロ野球選手
- 5月4日 - 田中圭一、漫画家
- 5月6日 - 鈴井貴之、CREATIVE OFFICE CUE代表取締役社長・タレント・映画監督
- 5月6日 - 関野浩之、フリーアナウンサー、ナレーター
- 5月8日 - オレステス・デストラーデ、元プロ野球選手
- 5月8日 - てらそままさき、声優
- 5月10日 - デヴィッド・フィンチャー、映画監督
- 5月10日 - ジョーイ・マイヤー、元プロ野球選手
- 5月10日 - 星原一彦、プロ野球選手
- 5月10日 - アッタカーン・ウォンチャナマース、大使
- 5月14日 - フェラン・アドリア、料理人
- 5月15日 - 本西厚博、元プロ野球選手
- 5月16日 - 渡部勝美、元野球選手
- 5月18日 - ジョン・ディーブル、プロ野球監督
- 5月19日 - 宮下正彦、元プロ野球選手（+ 2008年）
- 5月20日 - 三間雅文、音響監督
- 5月22日 - 春日野親方、元関脇栃乃和歌
- 5月22日 - 中鶴勝祥、アニメーター
- 5月23日 - 小川宗直、元プロ野球選手
- 5月24日 - 野川晴義、作曲家
- 5月25日 - エマニュエル・ベベニョン、クリスチャン社会運動家・大学講師
- 5月26日 - 長谷川国利、元プロ野球選手
- 5月27日 - 白幡隆宗、元プロ野球選手
- 5月28日 - 中尊寺ゆつこ、漫画家（+ 2005年）
- 5月29日 - エリック・デービス、メジャーリーガー
- 5月30日 - ベルント・グレムザー、ピアニスト
- 5月31日 - 日髙のり子、声優

### 6月
- 6月1日 - 横井司、文芸評論家
- 6月2日 - ダネル・コールズ、元プロ野球選手
- 6月4日 - リンゼイ・フロスト、女優
- 6月5日 - アストリッド・ド・ベルジック、ベルギー王女
- 6月6日 - 高仁秀治、元プロ野球選手
- 6月6日 - 是枝裕和、映画監督
- 6月7日 - WADA-Q　レーシングドライバー（本名：和田久）
- 6月8日 - 藤岡幸夫、指揮者
- 6月9日 - 佐藤洋、元プロ野球選手
- 6月10日 - 安倍昭恵、衆議院議員安倍晋三（第90代内閣総理大臣）夫人
- 6月11日 - おかゆうた、漫才師（おかけんた・ゆうた）
- 6月11日 - 関俊彦[28]、声優
- 6月16日 - 宮城弘明、元プロ野球選手
- 6月16日 - ウォーリー・ジョイナー、メジャーリーガー
- 6月17日 - 明川哲也＝旧ドリアン助川、作家・ミュージシャン（叫ぶ詩人の会）
- 6月17日 - 青木秀夫、元プロ野球選手
- 6月18日 - 三沢光晴、プロレスラー（+ 2009年）
- 6月18日 - タージン、タレント
- 6月19日 - 小沢仁志、俳優
- 6月19日 - 西本和人、元プロ野球選手
- 6月21日 - ピピロッティ・リスト、ビデオ・アーティスト
- 6月21日 - ヴィクトル・ツォイ、俳優、歌手、ロックバンドキノーのボーカル
- 6月21日 - 小倉茂徳、元ホンダF1広報、モータースポーツ解説者、ジャーナリスト (+ 2025年)
- 6月22日 - クライド・ドレクスラー、元バスケットボール選手
- 6月22日 - チャウ・シンチー、俳優・映画監督
- 6月24日 - ゴータム・アダニ、大富豪
- 6月24日 - 六角精児、俳優
- 6月27日 - 佐藤達哉、心理学者
- 6月27日 - トニー・レオン、映画俳優・歌手
- 6月28日 - 松林和雄、元プロ野球選手
- 6月30日 - トニー・フェルナンデス、元プロ野球選手（+ 2020年[29]）

### 7月
- 7月1日 - 三杉里公似、大相撲元力士・小結
- 7月1日 - ジェシー・リード、元プロ野球選手
- 7月2日 - 偉関晴光、元卓球選手
- 7月3日 - トム・クルーズ、俳優
- 7月4日 - 真山仁、作家
- 7月4日 - MAX渡辺、プロモデラー・実業家（マックスファクトリー代表）
- 7月6日 - 中井哲之、高校野球指導者
- 7月7日 - ナンシー関、版画家（+ 2002年）
- 7月7日 - 藤井康雄、元プロ野球選手
- 7月9日 - 高見知佳、タレント（+ 2022年）
- 7月11日 - 藤井フミヤ、ミュージシャン（元チェッカーズ）
- 7月11日 - マヌエラ・マガー、フィギュアスケート選手
- 7月11日 - 山田裕朗、山田食品産業社長
- 7月12日 - フリオ・セサール・チャベス、元プロボクサー
- 7月14日 - 菅原正志、声優
- 7月15日 - 正木敦、テレビプロデューサー（TBSテレビ）
- 7月15日 - 上橋菜穂子、作家・文化人類学者
- 7月16日 - ウベ・ホーン、やり投選手
- 7月18日 - 亀山耕一郎、作曲家、編曲家
- 7月18日 - 浜田麻里、歌手
- 7月20日 - 中川勝彦、ミュージシャン（+ 1994年）
- 7月20日 - 山崎賢一、元プロ野球選手
- 7月20日 - 玄岡正充、元プロ野球選手
- 7月21日 - 武内享、ミュージシャン（元チェッカーズ）
- 7月22日 - 永田まり、タレント
- 7月22日 - 樹林伸、漫画家、小説家、脚本家
- 7月23日 - トニー・クロスビー、スタイリスト・タレント・エッセイスト
- 7月23日 - 三上博史、俳優、歌手
- 7月24日 - 久保田利伸、ミュージシャン
- 7月25日 - 田中秀幸、アートディレクター
- 7月25日 - ダグ・ドレイベック、メジャーリーガー
- 7月27日 - 中島輝士、元プロ野球選手
- 7月28日 - 若瀬川剛充、元大相撲力士（+ 2011年）
- 7月29日 - だいもん孝之、放送作家
- 7月29日 - 高木美保、女優
- 7月29日 - 秦真司、元プロ野球選手
- 7月29日 - 芝正、元プロ野球選手
- 7月30日 - 両国梶之助、元大相撲力士・小結、現・境川親方
- 7月31日 - 利重剛、俳優・映画監督
- 7月31日 - 黛まどか、俳人
- 7月31日 - ウェズリー・スナイプス、俳優、映画監督
- 7月31日 - ケビン・グリーン、アメリカンフットボール選手・コーチ（+ 2020年）

### 8月
- 8月1日 - スコット・アンダーソン、元プロ野球選手
- 8月3日 - 上田和明、元プロ野球選手
- 8月3日 - 有本香、ジャーナリスト
- 8月3日 - 小田佳奈子、作詞家
- 8月3日 - 古澤融、声優
- 8月4日 - 広瀬裕、俳優
- 8月4日 - 本間龍、ノンフィクション作家
- 8月4日 - ロジャー・クレメンス、メジャーリーガー
- 8月4日 - ジョン・ファレル、メジャーリーガー
- 8月5日 - パトリック・ユーイング、元バスケットボール選手
- 8月6日 - ミシェル・ヨー、俳優
- 8月8日 - 大津一洋、元プロ野球選手
- 8月9日 - いずみ尚、声優
- 8月9日 - 竹田光訓、元プロ野球選手
- 8月10日 - 筧利夫、俳優
- 8月10日 - キャロライン洋子、タレント
- 8月12日 - デビット・パブラス、元プロ野球選手
- 8月13日 - 佐藤文彦、元プロ野球選手
- 8月15日 - 愛甲猛、元プロ野球選手
- 8月15日 - 宇梶剛士、俳優・タレント
- 8月17日 - 中根康浩、政治家
- 8月17日 - ガモウひろし、漫画家
- 8月17日 - 近藤章仁、プロ野球選手
- 8月18日 - 水道橋博士、お笑いタレント（浅草キッド）
- 8月19日 - 宅八郎、おたく評論家（+ 2020年）
- 8月19日 - 小野和幸、元プロ野球選手
- 8月19日 - 風間トオル、俳優
- 8月20日 - 島田茂、プロ野球選手
- 8月21日 - 宮﨑勤、シリアルキラー（+ 2008年）
- 8月22日 - ダリン・ジャクソン、元プロ野球選手
- 8月22日 - 吉川虎範、俳優、声優
- 8月23日 - 巻島直樹、声優 （+ 2024年）
- 8月23日 - 渡真利克則、元プロ野球選手、審判
- 8月23日 - 林玉緒、声優
- 8月24日 - 中西寛、政治学者
- 8月27日 - トム・フォード、ファッションデザイナー
- 8月27日 - 久ヶ沢徹、俳優
- 8月27日 - 蜂須賀祐一、スーツアクター
- 8月27日 - 蜂須賀昭二、スーツアクター
- 8月29日 - 伊東勤、元プロ野球選手、元西武ライオンズ監督
- 8月29日 - ユタ・クラインシュミット、ラリードライバー
- 8月30日 - アレクサンドル・リトビネンコ、反体制活動家、ライター（+ 2006年）
- 8月31日 - 林田尚親、男性俳優、声優、ナレーター
- 8月31日 - 神津はづき、女優
- 8月31日 - 起利錦利郎、元大相撲力士

### 9月
- 9月1日 - 飯塚富司、元プロ野球選手
- 9月1日 - 依田栄二、プロ野球選手
- 9月1日 - ルート・フリット、元サッカー選手、サッカー指導者
- 9月2日 - キア・スターマー、政治家、弁護士、第80代イギリス首相
- 9月2日 - 和田豊、元プロ野球選手
- 9月2日 - 錦戸親方、元関脇水戸泉
- 9月2日 - ジョニー・パリデス、元プロ野球選手
- 9月3日 - 鈴木英俊、ギタリスト
- 9月3日 - 榊原聡一郎、元プロ野球選手
- 9月4日 - 山中伸弥、医学者（2012年度ノーベル生理学・医学賞受賞者）、京都大学iPS細胞研究所名誉所長
- 9月5日 - 中島源陽、政治家
- 9月6日 - 小熊英二、社会学者、慶應義塾大学助教授
- 9月6日 - パンツェッタ・ジローラモ、外国人タレント
- 9月7日 - 兵藤まこ、声優
- 9月8日 - 高山郁夫、元プロ野球選手
- 9月9日 - 小林俊行、数学者
- 9月9日 - 高杢禎彦、元チェッカーズ
- 9月9日 - 黒岩よしひろ、漫画家（+ 2018年）
- 9月12日 - フィリップ・カッサール、ピアニスト
- 9月13日 - 下村成二郎、ミュージシャン（元BLIZARD）
- 9月14日 - 駒田徳広、元プロ野球選手
- 9月15日 - 松尾宗仁、ギタリスト（ZIGGY）
- 9月15日 - スコット・マクニール、声優
- 9月17日 - 大倉孝一、野球選手
- 9月19日 - ランディ・マイヤーズ、メジャーリーガー
- 9月24日 - KAN、シンガーソングライター（+ 2023年）
- 9月27日 - 塩谷賢、哲学者
- 9月27日 - ドン・シュルジー、元プロ野球選手
- 9月27日 - 横関敦、ギタリスト（元THE BRONX）
- 9月28日 -髙寺成紀、テレビプロデューサー
- 9月30日 - 田中経一、演出家、テレビディレクター
- 9月30日 - フランク・ライカールト、元サッカー選手、サッカー指導者

### 10月
- 10月1日 - 生田與克、実業家、ネット番組司会者
- 10月2日 - オレグ・マカロフ、フィギュアスケート選手
- 10月7日 - タイラー・バン・バークレオ、プロ野球選手
- 10月8日 - 軽部真一、フジテレビアナウンサー
- 10月9日 - 佐々木修、プロ野球選手
- 10月9日 - 芝田山親方、大相撲第62代横綱大乃国
- 10月9日 - ポール・ラディシッチ、レーシングドライバー
- 10月10日 - 風見しんご、タレント
- 10月10日 - 宮崎哲弥、評論家
- 10月13日 - 山脇光治、プロ野球選手
- 10月13日 - 岡部明一、プロ野球選手
- 10月13日 - ジェリー・ライス、アメリカンフットボール選手
- 10月14日 - 山本伸、カリブ文学研究者、大学教授
- 10月17日 - グレン・ブラッグス、プロ野球選手
- 10月17日 - 加藤賢崇、タレント、ミュージシャン
- 10月19日 - イベンダー・ホリフィールド、プロボクサー
- 10月20日 - 茂木健一郎、脳科学者
- 10月21日 - 伊藤美紀、声優
- 10月21日 - リチャード・ウィッグス、プロ野球選手
- 10月25日 - 中川智正、元オウム真理教幹部、元死刑囚（+ 2018年）
- 10月26日 - 古谷盛人、プロ野球選手
- 10月27日 - 渡辺いっけい、俳優
- 10月28日 - 名代杏子、女優
- 10月27日 - 谷川真理、女子マラソン選手・タレント
- 10月29日 - 谷村志穂、小説家
- 10月30日 - 中馬賢治、プロ野球選手

### 11月
- 11月1日 - アンソニー・キーディス、歌手（レッド・ホット・チリ・ペッパーズ）
- 11月1日 - みやすのんき、漫画家
- 11月2日 - 大土井裕二、ミュージシャン、元チェッカーズ
- 11月2日 - シュテファン・フッソング、アコーディオン奏者
- 11月3日 - 原伸次、元プロ野球選手
- 11月8日 - 笠浩二、ミュージシャン、ドラマー、元C-C-B（+ 2022年）
- 11月8日 - 平田オリザ、劇作家・演出家
- 11月9日 - ディオン・ジェームズ、元プロ野球選手
- 11月10日 - デーモン閣下、歌手、相撲評論家 （生年は紀元前98038年（公称））
- 11月11日 - デミ・ムーア、女優
- 11月12日 - 麻木久仁子、タレント
- 11月12日 - ナオミ・ウルフ、作家・評論家
- 11月13日 - 本田雅人、ミュージシャン
- 11月14日 - こおろぎさとみ、声優
- 11月14日 - 田中敦子 (声優)[30]（+ 2024年）
- 11月15日 - 三宅正治、フジテレビアナウンサー
- 11月15日 - 榛葉淳、実業家
- 11月16日 - 佐藤多佳子、小説家
- 11月16日 - 水野優、翻訳家・チェスプレーヤー
- 11月17日 - 西村基史、元プロ野球選手
- 11月18日 - カーク・ハメット、ギタリスト（メタリカ）
- 11月19日 - ジョディ・フォスター、女優
- 11月21日 - 五十嵐美貴、ミュージシャン（SHOW-YA）
- 11月22日 - 柊あおい、漫画家
- 11月22日 - 塚原洋一、漫画家
- 11月25日 - 寺門ジモン、お笑いタレント（ダチョウ倶楽部）
- 11月25日 - 坂口博信、ゲームクリエイター
- 11月26日 - 横田真之、元プロ野球選手
- 11月27日 - 白石まるみ、女優
- 11月29日 - 山下和彦、元プロ野球選手
- 11月30日 - 戸崎貴広、TBSアナウンサー

### 12月
- 12月1日 - 9代目林家正蔵、落語家
- 12月2日 - けらえいこ、漫画家
- 12月3日 - 久保文雄、元プロ野球選手
- 12月3日 - 神保悟志、俳優
- 12月4日 - 大谷信盛、政治家
- 12月4日 - 森下能幸、俳優
- 12月8日 - マーティ・フリードマン、ギタリスト（元メガデス）
- 12月8日 - 広瀬新太郎、元プロ野球選手
- 12月9日 - 小池浩司、声優
- 12月10日 - 桂正和、漫画家
- 12月10日 - 矢野和哉、元プロ野球選手
- 12月11日 - デニス・ビールマン、フィギュアスケート選手
- 12月12日 - 石野竜三、声優
- 12月12日 - 柴尾英令、文筆家、ゲームクリエイター（+ 2018年）
- 12月13日 - シントン・ラーピセートパン、大使
- 12月15日 - 小栗克裕、作曲家
- 12月15日 - 松尾スズキ、俳優・演出家・映画監督
- 12月17日 - 上祐史浩、元アーレフ代表
- 12月17日 - 橘髙淳、元プロ野球選手、プロ野球審判
- 12月19日 - 安部理、元プロ野球選手
- 12月20日 - マルコ・マッツィエーリ、野球選手
- 12月21日 - 国松慶輝、元プロ野球選手
- 12月21日 - 日野美歌、歌手
- 12月22日 - ベルトラン・ガショー、元F1ドライバー
- 12月22日 - 前川清成、政治家
- 12月23日 - 武藤敬司、プロレスラー
- 12月23日 - トラン・アン・ユン、ベトナム出身の映画監督・脚本家
- 12月23日 - 宮田天風、書道家
- 12月24日 - 石本貴昭、元プロ野球選手
- 12月24日 - 長野智子、フリーアナウンサー、元フジテレビアナウンサー
- 12月25日 - 中村大樹、声優
- 12月25日 - チョン・ミスク、韓国声優
- 12月27日 - 三浦堅治、元騎手・調教助手
- 12月28日 - ミシェル・ペトルチアーニ、ジャズピアニスト（+ 1999年）
- 12月31日 - 俵万智、歌人
- 12月31日 - ジェニファー・ヒグドン、作曲家・フルート奏者

### 不詳
- 岩井俊雄、メディアアーティスト
- 寺口淳治、キュレーター

## 死去

### 1月
- 1月5日 - ペル・トーレン、フィギュアスケート選手（* 1885年）
- 1月7日 - 石井漠、舞踏家（* 1886年）
- 1月10日 - 藤井真澄、劇作家 (* 1889年)
- 1月23日 - 大村能章、作曲家 (* 1893年)
- 1月24日 - アンドレ・ロート、画家（* 1885年）
- 1月26日 - ラッキー・ルチアーノ、マフィアの幹部（* 1897年）
- 1月28日 - 中村時蔵 (4代目)、歌舞伎俳優（* 1927年）
- 1月29日 - フリッツ・クライスラー、ヴァイオリニスト・作曲家（* 1875年）
- 1月30日 - グスタフ・ストレームベリ、天文学者（* 1882年）

### 2月
- 2月5日 - 鈴木行三、作家
- 2月5日 - ジャック・イベール、作曲家（* 1890年）
- 2月6日 - ロイ・アトウェル、俳優・コメディアン・作曲家（* 1878年）
- 2月10日 - 岡田八千代、小説家・劇作家・劇評家 (* 1883年)
- 2月15日 - 実吉捷郎、独文学者 (* 1895年)
- 2月17日 - ブルーノ・ワルター、指揮者（* 1876年）
- 2月19日 - 熊谷岱蔵、医学者（* 1880年）
- 2月20日 - 鳥井信治郎、実業家、サントリーの創業者（* 1879年）
- 2月21日 - 四代目吉田文五郎、人形遣い（* 1869年）
- 2月21日 - 千賀千太郎、実業家・衆議院議員（* 1882年）
- 2月24日 - 胡適、思想家・歴史学者（* 1891年）
- 2月26日 - 御橋公、俳優（* 1895年）

### 3月
- 3月7日 - 富澤赤黄男、俳人 (* 1902年)
- 3月7日 - 大西源一、郷土史家 (* 1883年)
- 3月14日 - 正宗得三郎、洋画家（* 1883年）
- 3月15日 - アーサー・コンプトン、実験物理学者（* 1892年）
- 3月16日 - 吉田三郎、彫刻家（* 1889年）
- 3月19日 - 備州山大八郎、大相撲の力士（* 1919年）
- 3月20日 - ライト・ミルズ、社会学者(* 1916年)
- 3月22日 - 児島善三郎、洋画家（* 1893年）
- 3月24日 - オーギュスト・ピカール、物理学者・冒険家（* 1884年）
- 3月26日 - 室生犀星、詩人・小説家（* 1889年）
- 3月27日 - 武林無想庵、小説家（* 1880年）

### 4月
- 4月1日 - 西東三鬼、俳人 (* 1900年)
- 4月10日 - スチュアート・サトクリフ、ビートルズの元ベーシスト（* 1940年）
- 4月11日 - マイケル・カーティス、映画監督（* 1888年）
- 4月11日 - 中谷宇吉郎、物理学者・随筆家（* 1900年）
- 4月12日 - アントワーヌ・ペヴスナー、美術家・画家（* 1886年）
- 4月18日 - 佐藤武夫、プロ野球選手（* 1916年）
- 4月19日 - 妹尾韶夫、翻訳家・探偵小説作家 (* 1892年)
- 4月21日 - 中島菊夫、漫画家・教育者 (* 1897年)
- 4月27日 - 根岸寛一、映画プロデューサー（* 1894年）
- 4月27日 - 近藤浩一路、水墨画家・漫画家 (* 1884年)
- 4月29日 - 田辺元、思想家（* 1885年）

### 5月
- 5月10日 - 畑俊六、日本の陸軍大臣（* 1879年）
- 5月12日 - 秋田雨雀、劇作家・詩人（* 1883年）
- 5月19日 - ガブリエレ・ミュンター、画家（* 1877年）
- 5月27日 - エゴン・ペトリ、ピアニスト（* 1881年）

### 6月
- 6月1日 - アドルフ・アイヒマン、ナチス・ドイツの高官および親衛隊のメンバー（* 1906年）
- 6月2日 - ヴィタ・サックヴィル＝ウェスト、小説家・詩人・造園家（* 1892年）
- 6月4日 - 前田多門、政治家・実業家（* 1884年）
- 6月4日 - 櫻錦利一、大相撲の力士（* 1916年）
- 6月6日 - ジョン・リマー、陸上競技選手（* 1878年）
- 6月6日 - イヴ・クライン、画家（* 1928年）
- 6月12日 - ジョン・アイアランド、作曲家（* 1879年）
- 6月13日 - ユージン・グーセンス、指揮者（* 1893年）
- 6月15日 - アルフレッド・コルトー、ピアニスト（* 1877年）
- 6月25日 - 東野辺薫、作家 (* 1902年)
- 6月27日 - 永利勇吉、プロ野球選手（* 1920年）
- 6月28日 - ミッキー・カクレーン、メジャーリーガー（* 1903年）
- 6月30日 - 春日政治、国文学者 (* 1878年)

### 7月
- 7月5日 - ラインホルト・バルヒェット、ヴァイオリニスト（* 1920年）
- 7月6日 - ウィリアム・フォークナー、作家（* 1897年）
- 7月8日 - ジョルジュ・バタイユ、思想家・作家（* 1897年）
- 7月8日 - 下総皖一、作曲家（* 1898年）
- 7月15日 - 板沢武雄、日本史学者 (* 1895年)
- 7月16日 - テオドール・リット、教育学者・哲学者（* 1880年）
- 7月18日 - 大河内傳次郎、俳優（* 1898年）
- 7月22日 - 若月紫蘭、劇作家・演劇研究家・翻訳家 (* 1879年)
- 7月28日 - フランツ・コンヴィチュニー、指揮者（* 1901年）
- 7月29日 - ロナルド・フィッシャー、生物学者（* 1890年）
- 7月30日 - 正木不如丘、作家・医師 (* 1887年)

### 8月
- 8月5日 - マリリン・モンロー、女優（* 1926年）
- 8月6日 - 辰野九紫、小説家　(* 1892年)
- 8月6日   -　豊光重信、元力士（*1925年）
- 8月7日 - 久野節、建築家（* 1882年）
- 8月8日 - 柳田國男、民俗学者（* 1875年）
- 8月9日 - ヘルマン・ヘッセ、作家（* 1877年）
- 8月15日 - 雷鋒、中国人民解放軍の兵士（* 1940年）
- 8月19日 - 真島利行、有機化学者（* 1874年）
- 8月23日 - フート・ギブソン、俳優（* 1892年）

### 9月
- 9月3日 - E・E・カミングス、詩人（* 1894年）
- 9月6日 - ハンス・アイスラー、作曲家（* 1898年）
- 9月7日 - カレン・ブリクセン、小説家（* 1885年）
- 9月7日 - 吉川英治、小説家（* 1892年）
- 9月19日 - 高田波吉、歌人 (*1898年)

### 10月
- 10月3日 - 飯田蛇笏、俳人（* 1885年）
- 10月6日 - トッド・ブラウニング、映画監督（* 1880年）
- 10月16日 - ガストン・バシュラール、思想家（* 1884年）
- 10月16日 - 谷正之、外交官・政治家（* 1889年）
- 10月17日 - ナタリア・ゴンチャロワ、美術家・デザイナー（* 1881年）
- 10月17日 - オラフ・ヘンリクセン、メジャーリーガー（* 1888年）
- 10月18日 - 松野鶴平、政治家（* 1883年）
- 10月21日 - 小倉金之助、数学者・数学史家・随筆家 (* 1885年)
- 10月22日 - サムイル・フェインベルク、ピアニスト・作曲家（* 1890年）
- 10月27日 - エンリコ・マッテイ、実業家・政治家（* 1906年）
- 10月28日 - 正宗白鳥、小説家（* 1879年）

### 11月
- 11月2日 - 細井魚袋、歌人（* 1889年）
- 11月7日 - エレノア・ルーズベルト、F・ルーズベルト米大統領夫人・国連アメリカ代表・婦人運動家（* 1884年）
- 11月7日 - 長崎惣之助、鉄道官僚・第3代国鉄総裁（* 1896年）
- 11月16日 - 瀧川幸辰、法学者・京都大学総長（* 1891年）
- 11月18日 - ニールス・ボーア、物理学者（* 1885年）
- 11月21日 - 橋本龍伍、日本の文部大臣・厚生大臣（* 1906年）
- 11月22日 - ルネ・コティ、フランス大統領（* 1882年）
- 11月23日 - 名取洋之助、写真家・編集者（* 1910年）
- 11月28日 - ウィルヘルミナ、オランダ女王（* 1880年）
- 11月30日 - マックス・ファスマー、言語学者（* 1886年）

### 12月
- 12月2日 - 細川嘉六、ジャーナリスト・政治家（* 1888年）
- 12月7日 - キルステン・フラグスタート、ソプラノ歌手（* 1895年）
- 12月15日 - チャールズ・ロートン、俳優（* 1899年）
- 12月15日 - アディラ・ファキーリ、ヴァイオリニスト（* 1889年）
- 12月17日 - トーマス・ミッチェル、俳優（* 1892年）
- 12月19日 - 安倍季雄、童話作家（* 1880年）
- 12月20日 - 藤森秀夫、ドイツ文学者・詩人・童謡作家（* 1894年）
- 12月22日 - 国木田治子、小説家・国木田独歩の妻（* 1879年）
- 12月24日 - ヴィルヘルム・アッカーマン、数学者（* 1896年）
- 12月29日 - ハンス・ロスバウト、指揮者（* 1895年）

## ノーベル賞
- 物理学賞 - レフ・ランダウ
- 化学賞 - マックス・ペルーツ、ジョン・ケンドリュー
- 生理学・医学賞 - モーリス・ウィルキンス、ジェームズ・ワトソン、フランシス・クリック
- 文学賞 - ジョン・スタインベック
- 平和賞 - ライナス・ポーリング